# Karl Rosenkranz

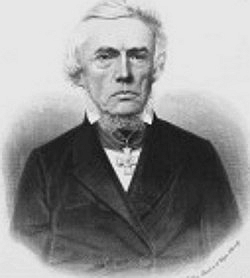
Johann Karl Friedrich Rosenkranz

Johann Karl Friedrich Rosenkranz (* 23. April 1805 in Magdeburg; † 14. Juni 1879 in Königsberg i. Pr.) war ein deutscher Philosoph. Er war Schüler von Georg Wilhelm Friedrich Hegel.

## Leben
Er war Sohn des Steuerbeamten Johann-Heinrich Rosenkranz (1757–1830) und dessen Frau Marie-Katharine geb. Gruson (1770–1824). Nach dem Besuch der Cantorschule und der Altstadtschule wechselte er im Jahre 1818 auf das Pädagogium des Klosters Unser Lieben Frauen, wo er 1824 das Abitur ablegte. Rosenkranz studierte an der Friedrich-Wilhelms-Universität zu Berlin, der Friedrichs-Universität Halle und der Ruprecht-Karls-Universität Heidelberg Evangelische Theologie und Philosophie. In Halle wurde er 1828 promoviert und dort habilitierte er sich noch im selben Jahr mit einer Arbeit über Baruch de Spinoza. Um 1830 gehörte er mit Albrecht Ritschl, Arnold Ruge, Hermann Friedrich Wilhelm Hinrichs, Heinrich Leo und Ernst Theodor Echtermeyer zur althegelianischen Gesellschaft vom ungelegten Ei.
Im Streit zwischen konservativ-theistischen, altliberalen und liberal-atheistischen Junghegelianern nahm er eine mittlere Position ein. 1831 erhielt er in Halle ein Extraordinariat. Zwei Jahre später folgte er Johann Friedrich Herbart auf den Lehrstuhl der Albertus-Universität Königsberg. Zwischen 1845 und 1863 war er mehrfach Rektor. Beerdigt wurde er auf dem Gelehrtenfriedhof (Königsberg).
Rosenkranz verfasste insgesamt 250 Publikationen und 65 Bücher zu verschiedensten geisteswissenschaftlichen Bereichen. Aus seinen Vorlesungen ging eine Gesamtdarstellung Johann Wolfgang von Goethes hervor. Rosenkranz ist der einzige zeitgenössische Hegel-Biograph. Er verfasste die erste deutschsprachige Biographie über den französischen Philosophen und Enzyklopädisten Denis Diderot. Mit seinem Werk Psychologie oder die Wissenschaft vom subjectiven Geist von 1837 beeinflusste er Sören Kierkegaard (Der Begriff Angst). Er gilt auch als erster Verfasser einer Ästhetik des Hässlichen.
Karl Rosenkranz war seit dem 9. September 1832 mit Laure Adéline Aspasie Cécile Rosenkranz, geb. Gruson (* 1808 in Berlin; † 23. Januar 1873) verheiratet, Tochter des Johann Philipp Gruson und der Marie Gruson, geb. Bailleu aus der Berliner französischen Gemeinde. Das Ehepaar hatte eine Tochter und zwei Söhne, darunter den späteren Ingenieur und Unternehmer Philipp Hermann Rosenkranz. Der Mathematiker und Astronom Rudolf Lehmann-Filhés war sein Großneffe.

## Werke
- Kritik der Schleiermacherschen Glaubenslehre. Unzer, Königsberg 1836 (Digitalisat).
- Psychologie oder Wissenschaft vom subjektiven Geist. Bornträger, Königsberg 1837 (Digitalisat); 3. Auflage 1863 (Digitalisat).
- Kritische Erläuterungen des Hegelschen Systems. Bronträger, Königsberg 1840 (Digitalisat).
- Schelling. Vorlesungen, gehalten im Sommer 1842 an der Universität zu Königsberg. Gerhard, Danzig 1843 (Digitalisat).
- Georg Wilhelm Friedrich Hegels Leben. Duncker & Humblot, Berlin 1844 (Digitalisat); Nachdruck: Darmstadt 1977 und 1998.
- Göthe und seine Werke. Bornträger, Königsberg 1847 (Digitalisat); 2. Auflage 1856 (Digitalisat).
- Die Pädagogik als System. Bornträger, Königsberg 1848 (Digitalisat).
- System der Wissenschaft. Ein philosophisches Encheiridion. Bornträger, Königsberg 1850 (Digitalisat).
- Meine Reform der Hegelschen Philosophie. Sendschreiben an Herrn Dr. J. U. Wirth. Bornträger, Königsberg 1852 (Digitalisat).
- Ästhetik des Häßlichen. Königsberg 1853 (Digitalisat und Volltext im Deutschen Textarchiv); Nachdruck: Darmstadt 1973; Reclam, Stuttgart 2007 u. ö.
- Wissenschaft der logischen Idee. Bornträger, Königsberg 1858–59 (Digitalisat Band 1, Band 2).
- Epilegomena zu meiner Wissenschaft der logischen Idee. Als Replik gegen die Kritik der Herren Michelet und Lassalle. Bornträger, Königsberg 1862 (Digitalisat).
- Diderot’s Leben und Werke. Brockhaus, Leipzig 1866 (Digitalisat Band 1, Band 2).
- Hegel’s Naturphilosophie und die Bearbeitung derselben durch den italienischen Philosophen A. Vera. Nicolai, Berlin 1868 (Digitalisat); Nachdruck: Olms, Hildesheim 1979, ISBN 3-487-06878-8.
- Hegel als deutscher Nationalphilosoph. Duncker & Humblot, Leipzig 1870 (Digitalisat).
- Erläuterungen zu Hegels Encyklopädie der philosophischen Wissenschaften. Heimann, Berlin 1870 (Digitalisat).
- Neue Studien. Leipzig 1875–1878; Nachdruck: Olms, Hildesheim 2004.
  - Bd. 1: Studien zur Culturgeschichte. 1875; Nachdruck: ISBN 3-487-12061-5.
  - Bd. 2: Studien zur Literaturgeschichte. 1875; Nachdruck: ISBN 3-487-12062-3.
  - Bd. 3: Studien zur Literatur- und Culturgeschichte. 1877; Nachdruck: ISBN 3-487-12063-1.
  - Bd. 4: Zur Literaturgeschichte. Zur Geschichte der neueren deutschen Philosophie, besonders der Hegel’schen. 1878; Nachdruck: ISBN 3-487-12064-X.
- Briefe 1827 bis 1850 (= Quellen und Studien zur Philosophie. Bd. 37). Hrsg. v. Joachim Butzlaff. De Gruyter, Berlin / New York 1994.